# Prison Avérof
La prison Avérof, en grec moderne : Φυλακές Αβέρωφ / Filakés Avérof, est un centre pénitentiaire, en service à Athènes, en Grèce, de 1892 à 1971 . Elle est construite sur le site où se trouve désormais le bâtiment de la Cour de cassation, sur l'avenue Alexándras, dans le quartier d'Ambelókipi. Initialement prévue pour la protection des mineurs en détention, sa construction est achevée aux frais du philanthrope national Georges Averoff, qui l'offre à la reine Olga, épouse de George Ier, à l'occasion de l'accomplissement des trente ans de mariage du couple royal. Quatre ans plus tard, la reine Olga transfère la propriété des prisons à l'État grec, en 1896. Cette prison se transforme, peu à peu, en lieu de détention pour les prisonniers politiques et militaires.

## Histoire
Kalliópi Kechagía (1839–1905), éducatrice pionnière et féministe du XIXe siècle, prend l'initiative de la construction d'un établissement pour adolescent. Selon elle, la situation dans les prisons grecques, pour les mineurs est inacceptable, car les détenus mineurs coexistent avec des adultes, de sorte que la prison est souvent convertie de prison à une école de délinquance. Le centre pour adolescents Avérof est un modèle de pénitencier, à cette époque, pour la Grèce. Il y existe une école, une bibliothèque, des laboratoires dans des zones spéciales où les détenus pratiquent, un hôpital, une cuisine, une salle à manger et un lieu de culte.
Cependant, quelques années après sa construction, et malgré le but initial, en raison de la période turbulente de division nationale, il est officieusement transformé en prison pour prisonniers politiques, opposants au régime actuel.

## Lieu de martyre
La prison a le même usage pendant les années de la dictature d'Ioánnis Metaxás (1936–1941), lorsque de nombreux communistes sont emprisonnés et torturés, mais aussi pendant l'Occupation. Avec la libération, ce sont les collaborateurs des Allemands qui y sont emprisonnés. Pendant la guerre civile, des centaines d'hommes et de femmes arrêtés de l'Armée démocratique de Grèce sont emprisonnés à cet endroit.

## Fin
À la suite de la dictature du 21 avril 1967, la prison redevient un lieu de détention pour les opposants. Andréas Papandréou y est emprisonné pendant plusieurs mois. En 1971, la prison est fermée et l'année suivante (1972) elles est démolie, laissant la place au Themidos Melathron, c'est-à-dire aux installations de la Cour de cassation grecque et d'autres services judiciaires.

## Personnalités incarcérées
- Réna Chatzidáki
- Mandó Daliáni
- Mariám Soulakiótis
- Giánnis Kefallinós
- Míkis Theodorákis